# Steven E. de Souza
Steven E. de Souza (* 17. November 1947 in Philadelphia, Pennsylvania) ist ein US-amerikanischer Drehbuchautor, Produzent und Regisseur.

## Biografie
De Souza besuchte die Pennsylvania State University. Er war als Autor für die Fernsehserien Der Sechs-Millionen-Dollar-Mann, Die Sieben-Millionen-Dollar-Frau, Knight Rider und Geschichten aus der Gruft tätig. In den 1980er Jahren verfasste er die Drehbücher von Erfolgsfilmen wie Nur 48 Stunden oder Stirb langsam.
Sein Debüt als Regisseur gab er 1973 mit dem Film Arnold's Wrecking Co.
2003 verfasste er die Geschichte zu Lara Croft: Tomb Raider – Die Wiege des Lebens.
Seine Tochter Amy De Souza ist als casting assistant im Filmgeschäft tätig.

## Val Verde
De Souza ist Schöpfer des fiktionalen lateinamerikanischen Landes Val Verde („grünes Tal“), welches typische Klischees Lateinamerikas der 1980er aufarbeitet: Armut, politische Instabilität und Militarismus. Sowohl in Stirb Langsam 2 als auch in Phantom-Kommando ist ein ehemaliger Diktator des Landes der Antagonist. Auch das nicht namentlich genannte Land, in welchem Predator spielt, wird gelegentlich als Val Verde interpretiert.

## Auszeichnungen (Auswahl)
- 1989 erhielt er einen Edgar Allan Poe Award für das Drehbuch zu Stirb langsam. Schon 1983 war er für Nur 48 Stunden nominiert gewesen.
- 1992 wurde er mit der Goldenen Himbeere für das Drehbuch zu Hudson Hawk – Der Meisterdieb ausgezeichnet.
- 1995 erhielt er eine weitere Goldene Himbeere für das Drehbuch zu Flintstones – Die Familie Feuerstein.

## Filmografie (Auswahl)

### Als Drehbuchautor
- 1982: Nur 48 Stunden (48 Hrs.)
- 1985: Phantom-Kommando (Commando)
- 1987: Jumpin’ Jack Flash
- 1987: Running Man (The Running Man)
- 1988: Stirb langsam (Die Hard)
- 1990: Stirb langsam 2 (Die Hard 2: Die Harder)
- 1991: Hudson Hawk – Der Meisterdieb (Hudson Hawk)
- 1991: Ricochet – Der Aufprall (Ricochet)
- 1994: Flintstones – Die Familie Feuerstein (The Flintstones)
- 1994: Beverly Hills Cop III
- 1994: Street Fighter – Die entscheidende Schlacht (Street Fighter: The Movie)
- 1995: Judge Dredd
- 1997: Knock Off
- 2004: Blast

### Als Regisseur
- 1994: Street Fighter – Die entscheidende Schlacht (Street Fighter: The Movie)
- 2000: Vom Teufel besessen (Possessed, Fernsehfilm)

### Als Schauspieler
- 2019: Deathcember